# Bjorn Meijer
Bjorn Meijer (Groningen, 18 maart 2003) is een Nederlands betaald voetballer die bij voorkeur als verdediger speelt. In de zomer van 2022 verruilde hij FC Groningen voor Club Brugge.

## Clubcarrière

### FC Groningen
Meijer is via VV Helpman in de opleiding van FC Groningen terechtgekomen en doorliep er alle jeugdreeksen. Hij debuteerde op 16 mei 2021 in een met 1-0 verloren uitwedstrijd tegen PEC Zwolle. Hij tekende bij deze club in september 2021 een tweejarig profcontract. Op 12 september 2021 maakte hij zijn basisdebuut in een met 1-1 gelijkgespeelde thuiswedstrijd tegen sc Heerenveen.

### Club Brugge
In april 2022 tekende de 19-jarige linksback een contract tot medio 2026 bij Club Brugge.
In de zomer van 2025 leek Meijer op weg naar Feyenoord, maar zijn transfer ketste na een succesvolle medische keuring alsnog af.

## Clubstatistieken
| Seizoen                   | Club           | Competitie     | Competitie | Competitie | Beker | Beker | Int. | Int. | Overig | Overig | Totaal | Totaal |
| Seizoen                   | Club           | Competitie     | Wed.       | Dlp.       | Wed.  | Dlp.  | Wed. | Dlp. | Wed.   | Dlp.   | Wed.   | Dlp.   |
| ------------------------- | -------------- | -------------- | ---------- | ---------- | ----- | ----- | ---- | ---- | ------ | ------ | ------ | ------ |
| 2020/21                   | FC Groningen   | Eredivisie     | 1          | 0          | 0     | 0     | –    | –    | 0      | 0      | 1      | 0      |
| 2021/22                   | FC Groningen   | Eredivisie     | 23         | 2          | 3     | 0     | –    | –    | 0      | 0      | 26     | 2      |
| Clubtotaal                | Clubtotaal     | Clubtotaal     | 24         | 2          | 3     | 0     | 0    | 0    | 0      | 0      | 27     | 2      |
| 2022/23                   | Club Brugge    | Eerste klasse  | 35         | 3          | 2     | 0     | 8    | 1    | 1      | 0      | 46     | 4      |
| 2023/24                   | Club Brugge    | Eerste klasse  | 27         | 2          | 5     | 0     | 9    | 0    | 0      | 0      | 41     | 2      |
| 2024/25                   | Club Brugge    | Eerste klasse  | 11         | 0          | 4     | 1     | 2    | 0    | 0      | 0      | 17     | 1      |
| Clubtotaal                | Clubtotaal     | Clubtotaal     | 73         | 5          | 11    | 1     | 19   | 1    | 1      | 0      | 104    | 7      |
| Carrièretotaal            | Carrièretotaal | Carrièretotaal | 97         | 7          | 14    | 1     | 19   | 1    | 1      | 0      | 131    | 9      |
| Bijgewerkt op 2 juli 2025 |                |                |            |            |       |       |      |      |        |        |        |        |

## Interlandcarrière

### Nederland –19
Meijer heeft op 11 november 2021 zijn debuut gemaakt voor Nederland onder –19. Hij speelde als linksback tegen Moldavië en Nederland onder –19 heeft die wedstrijd met 4-0 gewonnen.

## Erelijst
| Belgisch kampioen  | 1x | 2023/24    |
| Beker van België   | 1x | 2024/25    |
| Belgische Supercup | 1x | 2022, 2025 |